# Pohlia papillosa
Pohlia papillosa là một loài Rêu trong họ Bryaceae. Loài này được (Müll. Hal. ex A. Jaeger) Broth. miêu tả khoa học đầu tiên năm 1903.